# Zabuella zabua
Zabuella zabua är en fjärilsart som beskrevs av Gosse 1880. Zabuella zabua ingår i släktet Zabuella och familjen Riodinidae. Inga underarter finns listade i Catalogue of Life.